# Симьонеску, Влэдуц
Влэдуц Симьонеску (рум. Vlăduț Simionescu, р.30 апреля 1990) — румынский дзюдоист.

## Биография
Родился в 1990 году в Яссах. В 2012 году принял участие в Олимпийских играх в Лондоне, но занял лишь 9-е место. В 2015 году завоевал две бронзовые медали Универсиады.